# Parc du Bournat
Le Parc du Bournat (anciennement « La ferme du Bournat » puis « Le village du Bournat ») est un parc à thème français créé en 1992 à l'initiative de Paul-Jean Souriau, un industriel français dirigeant la société du même nom, spécialisée dans la connectique. Il se situe au Bugue, dans le département de la Dordogne, en région Nouvelle-Aquitaine, à côté de l'aquarium du Périgord noir.

## L'écomusée
Le site reconstitue sur huit hectares un village périgordin en l'an 1900. Il regroupe la reconstitution de bâtiments publics (école , bureau de poste, chapelle , lavoir ,…) mais aussi des ateliers d'artisans (four à bois de boulanger , moulin à farine à vent, moulin à huile de noix , atelier de potier, du photographe, etc.) et des manèges de fête foraine. Dans la plupart des ateliers, l'artisan est présent, fait des démonstrations de son savoir-faire et répond aux questions des visiteurs. Les visiteurs pour qui cette époque évoque des souvenirs se raréfiant, les années 1900 à 1960 s'invitent sur le site, notamment à travers des objets de la vie quotidienne. 
En 2016, le parc a attiré 125 000 visiteurs, soit environ trois millions depuis son ouverture.  Avec l'aquarium du Périgord noir voisin, les deux sites attirent 270 000 visiteurs à l'année. Il fait partie des sites touristiques emblématiques du Périgord noir.
En saison estivale, une centaine d'employés y sont actifs.
En 2022, le parc a attiré 150 000 visiteurs, ce qui en fait le septième site touristique du département, ex-æquo avec La Roque Saint-Christophe.

## Camping
En 2019, le Parc se dote d'un camping (« camping du Bournat ») à la suite du rachat du camping attenant, anciennement « camping des 3 Caupains ».